# 藤崎八旛宮秋季例大祭

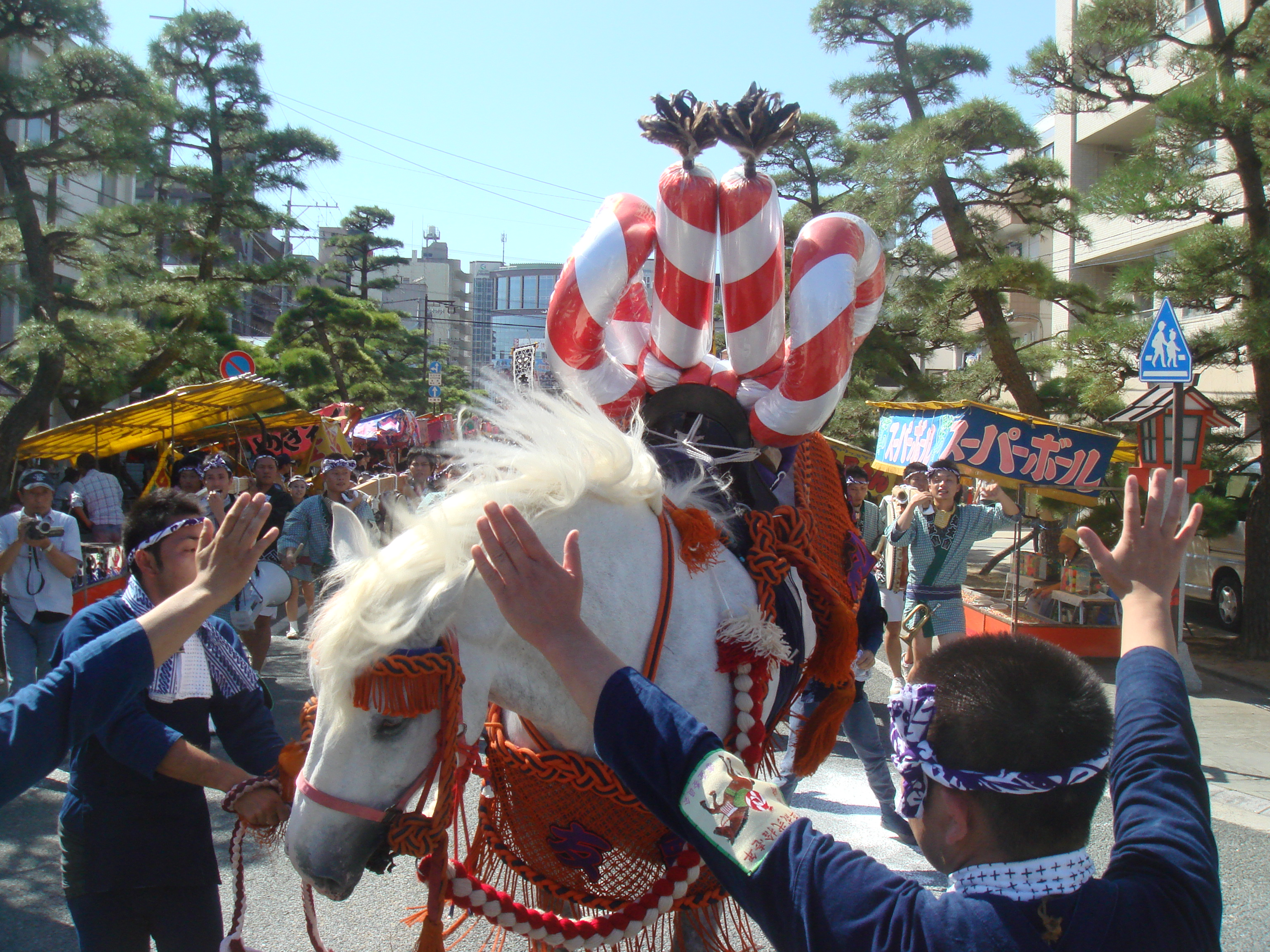
藤崎八旛宮秋季例大祭

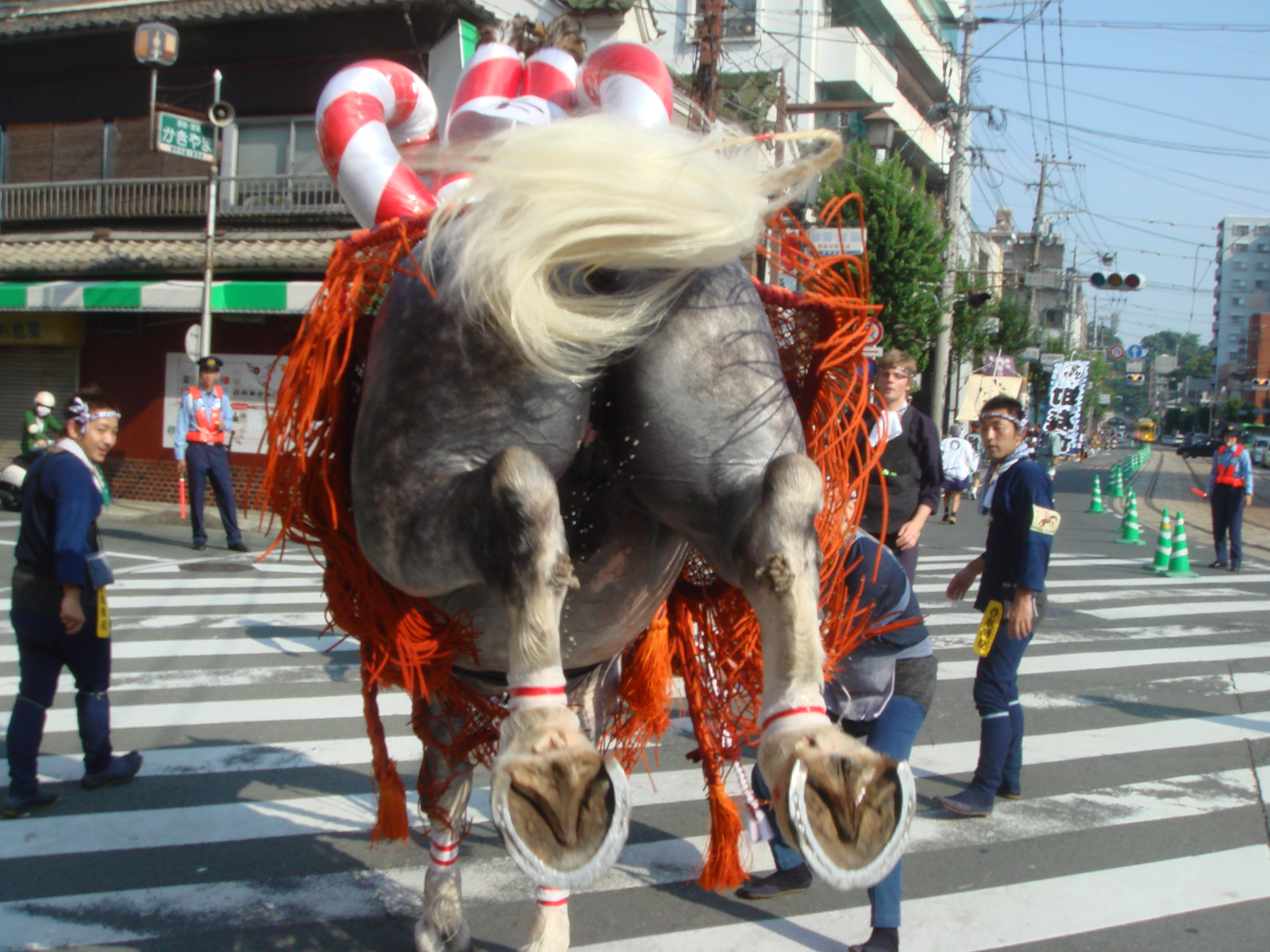
藤崎八旛宮秋季例大祭

藤崎八旛宮秋季例大祭（ふじさきはちまんぐう しゅうき れいたいさい）は、熊本県熊本市中央区に鎮座する藤崎八旛宮の例祭である。
大祭の諸行事は9月の第3月曜日（敬老の日）をその最終日とする5日間にわたって行われており、その最終日に行われる神幸行列が祭りのクライマックスとなる。その中で観客の注目を集めるのは、神輿に付き従う「随兵（ずいびょう）」と「飾り馬（かざりうま）」の奉納行列である。飾り馬は、近年は60団体以上が奉納し、「ドーカイ、ドーカイ」という威勢のよい勢子たちの掛け声と、ラッパなどの鳴り物でにぎやかに行進しながら、熊本市内を練り歩く。

## 祭りの由来と変遷
この祭りは、もともとは放生会（ほうじょうえ）に由来するものといわれている。現在でも、この旧習自体は各地の寺社で催されているが、藤崎宮のこの祭りでは、その遺風を見出すことはできない。実は1868年の神仏判然例により、「ほうじょい」は廃れてしまった。「随兵」は、加藤清正が文禄・慶長の役と大坂の陣から無事帰還できたことを神前に感謝し、みずから随兵頭となって兵100名を引き連れて藤崎宮の神幸式に供奉（ぐぶ）したのが起こりと伝えられている。
加藤家時代は一時、随兵が300人いたが、その後、細川藩政時代にも100名ではあるが継続され、随兵行列の三役（随兵頭・長柄頭・御幸奉行）は家中で選抜された高位の者が務めた。「飾り馬」は本来、供奉神職の乗馬であり、神職と同数の12頭が奉納されていた。細川藩政期には家老格の家から馬を出していた。また、かつて藤崎宮が鎮座していた藤崎台（現在は県営野球場）からは御旅所までの距離が短く、神職は乗馬せずに馬を曳いて供奉した。そのため不用の鞍上に飾りを施したものが次第に大きくなり、今日のような紅白あるいは青白の太輪の飾りになったという。
馬上の飾りは「陽陰（ひのかげ）」と呼ばれ男女の性器を模った作りになっており、安藤流と小堀流の様式があったが、現在見受けられる型は安藤流のみとなっている。家臣団の奉仕によるものであった飾り馬は、明治維新後、町方の手に移り、その奉納馬の数は時流の影響を受けて増減をみせてきたが、ここ数年は60頭以上の飾り馬が奉納されている。終戦直後は一時GHQの指令で祭りは中止になったが1946年に神幸式、1950年は隋兵行列が復活した。
新型コロナウイルス感染拡大防止のため、2020年と2021年の「神幸行列」が中止となった。2年連続の中止は1878年以降で初めて。2022年は台風14号の影響により翌月に延期となったが、3年振りに行われた。

## 飾馬奉納団体の変遷
1962年から1985年の団体の数を表に示す。なお、文献の表には地域団体、伝統型企業、高校同窓会、祭り愛好会、各種団体を区分している。1973年より公共団体、企業などが増加し、1975年からは熊本高校・済々黌高校同窓会が参加し、その後多くの高校の同窓会の参加がみられた。1団体で500人、650人も参加したこともあった。
| 年   | 団体数 | 年   | 団体数 |
| ---- | ------ | ---- | ------ |
| 1962 | 9      | 1974 | 12     |
| 1963 | 8      | 1975 | 18     |
| 1964 | 5      | 1976 | 19     |
| 1965 | 6      | 1977 | 21     |
| 1966 | 5      | 1978 | 25     |
| 1967 | 7      | 1979 | 28     |
| 1968 | 11     | 1980 | 34     |
| 1969 | 13     | 1981 | 44     |
| 1970 | 12     | 1982 | 53     |
| 1971 | 5      | 1983 | 54     |
| 1972 | 6      | 1984 | 48     |
| 1973 | 6      | 1985 | 51     |

## 内容
祭りは5日間にわたって行われ、2006年度の日程では1日目に総代清祓、獅子飾卸と随兵三役清祓、大神楽、奉納神興飾卸が、2日目に奉納献茶祭、俳句献詠、3日目に献幣祭、奉納武道、奉納舞踊が、4日目に神馬飾卸、奉納神馬・飾馬飾卸、奉納挿花、宮遷式が、そして最後の5日目に、この祭りの最大の呼び物である神幸行列が行われる。神幸行列は「先駆（せんく）」と呼ばれる騎馬神職を先頭にして、午前6時に出発（「御発輦祭（ごはつれんさい）」という）。その後につづく行列の大まかな順序は、三基の神輿に移された藤崎宮の三座の祭神、「随兵」行列、獅子舞、子供神輿、そして最後に「飾り馬」奉納団体となっている。飾り馬の奉納団体は、太鼓・ラッパなどの鳴り物でにぎやかに、それぞれ揃いの半纏に身を包み、扇子・花傘・ひしゃく・提灯・纏などを手にした勢子（せこ）たちが「ドーカイ、ドーカイ」の威勢のよい掛け声で踊り、飾り馬をあやつりながら、熊本市内を練り歩いていく。その時は交通規制がかかり、交通機関の遅れが大きい（例：熊本桜町バスターミナル→通町筋までなら、通常、7分。2013年の夕随兵での交通規制では30分かかっている）。

## 呼称問題
この祭りの正式な名称は「藤崎八旛宮秋季例大祭」であるが、「藤崎八旛宮（藤崎宮）秋の例大祭」や「藤崎八旛宮（藤崎宮）例大祭」など、言い換えや一部省略した呼び方をされることもある。2006年発行の「肥後学講座」では藤崎宮例大祭が正式名称とある。しかし、以前使われていた囃子言葉の「ぼした、ぼした、滅ぼした」に由来して「ボシタ祭り」とも言った。
戦後占領軍からこの掛け声は禁止されたが、その後復活するも、1970年の万博で熊本市職員出場問題で、呼称問題が問題になり、出場できなくなった。1989年12月には読売新聞が、ハングルムックでボシタ祭を紹介したと報じボシタ批判が再燃し、翌年8月掛け声にボシタを使った場合マイナスの評価を下すと藤崎宮審査委員会が発表、実質的なボシタ廃止と報じられた。

### 囃子言葉のボシタの語源

#### 朝鮮語説
1932年発行の熊本市史によると、この当時「エーコロボシタ」という掛け声が使われていた。どうも朝鮮語からきていると書かれている。これは文献初発であるが朝鮮総連熊本県支部も朝鮮語で偉大な人が死んだ（豊臣秀吉）とも考えられると語った。

#### 卑猥語説
明治初頭の1870年の藤崎宮宮司が記した大祭記録で「暮暮志汰、即馬追言葉」とあり、松江藩士桃節山は1865年の旅行記で「その囃子にはボボシタボボシタ（sexした）と申也」とある。

#### 朝鮮滅ぼした説
桃節山は同じ文献で「滅ぼしたをいつしか言誤りし也」とあるのが初出で、ラフカディオ・ハーンの書簡があり、また戦時中の新聞も戦意高揚のために書いている。

### 1970年の万博問題
大阪万博で行われるボシタ踊りの熊本市職員参加での出場の是非を巡って大問題となった。熊本民族問題懇親会、熊本県歴史教育者協議会が中止要望を出し、やや遅れたものの朝鮮総連熊本県本部も万博参加と掛け声もやめて欲しいと要望した。熊本市当局は当初誤解に基づくものとして拒否の態度を取ったが、万博事務局はトラブルを避けるために中止とした。

### 柳田國男の考察
柳田國男は繰り返される囃子声がいつまでも耳に残り何人もこの一語によってこの日の全体の雰囲気を思い浮かべることができると述べている。たかが、祭りの呼び名や掛け声一つのことでとないがしろにはできない。ボシタ停止の決定は自己の存在を否定された気持ちをもつ辛い思いの人もいる。ボシタという掛け声こそださないが、世間一般の通称はボシタ祭りである。

## 動物虐待の問題
高温下、朝夕10km、5時間もの距離を歩かせること、不適切なハミの扱い、馬を取り囲む騒音などが動物虐待にあたるとして、アニマルライツセンターなど動物保護団体が祭り主催者に改善要望をしたり、ブログや掲示板、署名サイトなどで問題提起する声があがっている。2018年には、はっぴを着た人が大声を上げながら馬にムチを振るう姿がネット上に拡散され、馬に電流を流している姿などもフジテレビで報道された。動物虐待であると問題となり、祭りの廃止を求める声もあがった。

## 関連文献
- 熊本県神社庁『熊本県祭礼調』熊本県神社庁、1955年。
- 熊本県観光課『熊本の文化財 その歴史とみどころ』熊本県観光課、1970年。
- 牛島盛光『熊本の祭り 熊本の風土とこころ5』熊本日日新聞社、1973年。
- 高橋秀雄坂本経昌『祭礼行事』株式会社おうふう、1997年。
- 芦田徹郎『DOING SOCIOLOGY 「ボシタ」を滅ボシタ? 祭りの罪と社会学の責め』京都大学文学部社会学研究室内 ソシオロジ編集室、1993年。
芦田徹郎「「ボシタ」を滅ボシタ?」『ソシオロジ』第37巻第3号、社会学研究会、1993年、169-177頁、doi:10.14959/soshioroji.37.3_169、2023年4月5日閲覧。
- 藤崎八旛宮公式サイト read on Oct. 29, 2011
- 2011年の藤崎宮例大祭 read on Oct. 29, 2011